# Operation Synyzja

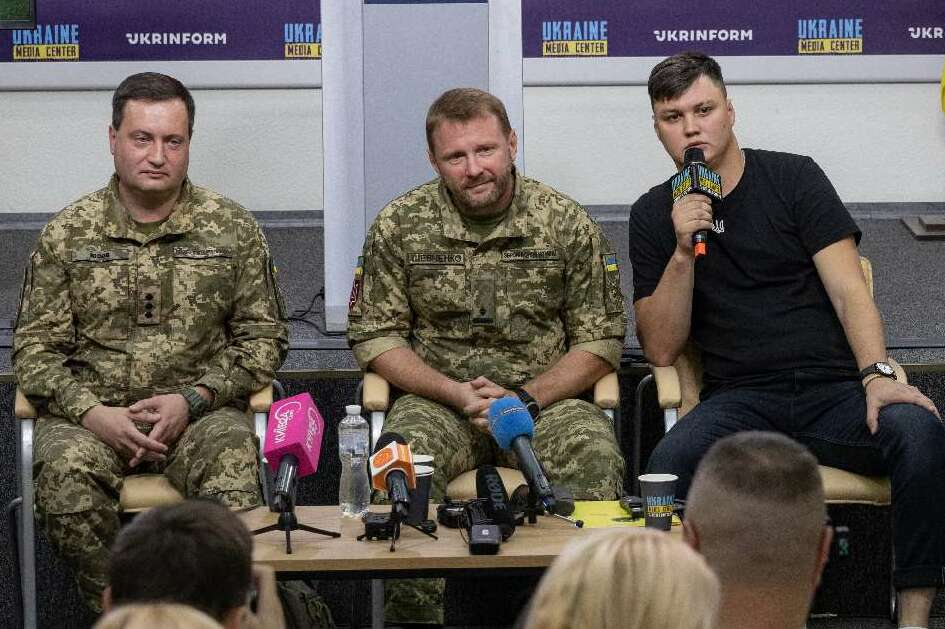
Kusminow (rechts) bei einer Pressekonferenz

Operation Synyzja (ukrainisch Операція «Синиця» Operatsiia «Synytsia», deutsch ‚Operation Meise‘) war eine Operation des ukrainischen Militärgeheimdienstes, bei der der russische Hauptmann Maxim Kusminow mit seinem Helikopter des Typs Mil Mi-8 zur ukrainischen Armee überlief.

## Hintergrund
Kusminow war Pilot eines Transporthubschraubers und als solcher im Zuge des russischen Überfalls auf die Ukraine eingesetzt. An Kampfhandlungen will er nach eigener Darstellung nicht teilgenommen haben. Nachdem er Anfang 2023 Kontakt zu den ukrainischen Geheimdiensten aufgebaut hatte, wurden ihm mehrere Sicherheitsgarantien versprochen. Seine Familie wurde zuvor aus Russland ausgeschleust. Am 9. August 2023 lief er zu den Ukrainern über. Während des Fluges von Schebekino in die Oblast Charkiw hatte er Ersatzteile für die Flugzeuge Suchoi Su-27, Su-30 und Su-35 an Bord. Beim Überfliegen der Frontlinie wurde er erfolglos mit Faustfeuerwaffen bekämpft, mutmaßlich von russischen Truppen. Die ebenfalls an Bord befindlichen Soldaten, ein Techniker und ein Navigator, waren nicht in die Operation eingeweiht. Nach der Landung wurden sie beim Fluchtversuch nach Darstellung der ukrainischen Seite von ukrainischen Soldaten erschossen.
Ein Pressesprecher der ukrainischen Seite gab an, dass man nicht nur den Helikopter erbeutet habe, sondern auch „unschätzbare“ Informationen über die russische Luftwaffe erlangte, die helfen sollen, die Luftverteidigung der Ukraine zu verbessern.
Am 4. September veröffentlichte die Hauptverwaltung für Nachrichtendienste einen Dokumentarfilm mit dem Titel Down Russian Pilots, in dem weitere Einzelheiten der Operation, einschließlich der Identität des Piloten, enthüllt wurden. Der Film verglich die Unternehmung mit der Operation Diamond, die 1966 vom israelischen Mossad durchgeführt wurde und bei der ein irakischer Pilot davon überzeugt wurde, eine MiG-21 zu stehlen, das damals modernste Flugzeug im sowjetischen Arsenal.
Kyrylo Budanow bezeichnete die Operation als „die erste erfolgreiche in der gesamten Geschichte der Ukraine“.

„Das hat in dieser Zeit noch niemand geschafft. Wir hoffen, dass wir jetzt in der Lage sein werden, den Erfolg zu vergrößern. Es ist uns gelungen, den Piloten richtig anzusprechen, seine gesamte Familie unbemerkt aus Russland zu bringen und schließlich Bedingungen zu schaffen, unter denen er den Helikopter mit der Besatzung bewegen konnte, ohne dass diese etwas davon mitbekamen. Als sie merkten, wo sie gelandet waren, versuchten sie zu fliehen. Leider wurden sie dabei getötet. Es wäre besser, wenn wir sie lebend gefangen nehmen könnten, aber es ist, wie es ist.“

Kusminow soll für seine Tat ca. 500.000 Dollar in Hrywnja erhalten haben. Die Operation erfuhr eine starke mediale Aufmerksamkeit.

## Kusminow und seine Tötung
Maxim Germanowitsch Kusminow (russisch Максим Германович Кузьминов; * 19. Juni 1995; † 13. Februar 2024) war ein russischer Offizier und Pilot, zuletzt im Range eines Hauptmanns.
Kusminow war Absolvent einer russischen Luftwaffenakademie. Während des russisch-ukrainischen Krieges war er Teil des 319. Selbstständigen Helikopterregiments. Als solcher verblieb er zunächst in der Oblast Amur, soll sich aber bereits zu dieser Zeit kritisch ablehnend mit dem Verhältnis Russlands mit der Ukraine und dem Krieg befasst haben.
Im Oktober 2022 wurde er in die durch Russland besetzten Gebiete der Ukraine versetzt und flog Transporte mit einem Mil Mi-8. Er soll angeblich versucht haben, den Militärdienst zu quittieren. Dies wurde ihm nicht ermöglicht, da man Piloten, die aus dem Militär ausscheiden wollten, drohte, man würde sie als Infanteriesoldaten an die Front schicken.
Am 13. Februar 2024 wurde seine Leiche in der Tiefgarage eines Wohnkomplexes im spanischen Villajoyosa identifiziert. Er soll zuvor versucht haben, seine Freundin in den spanischen Touristenort zu holen. Westliche Medien hielten eine Beteiligung des russischen Auslandsgeheimdienstes für wahrscheinlich. Demnach habe man ihn erschossen und überfahren. Um 16:48 Uhr ging ein Notruf ein; Anwohner berichteten von einem Fluchtwagen, der wegfuhr. Später fand man diesen ausgebrannt zusammen mit gefälschten ukrainischen Papieren.
Seine Wohnanlage war bei Russen und Ukrainern beliebt. In der nahen Umgebung gab es osteuropäische Supermärkte und eine orthodoxe Kirche.

## Anmerkung
1. ↑  
Nach der russischen Darstellung verirrte sich die Besatzung des Hubschraubers, womöglich durch ukrainische Manipulation des Funks, und landete auf dem Flugplatz Poltawa nahe der gleichnamigen Stadt.

## Video
- Der Mord am Deserteur Maxim Kusminow. In: YouTube, Spiegel TV, 20. März 2023 (13 Min.)